# 本縁部 (大正蔵)
本縁部（ほんえんぶ）とは、大正新脩大蔵経において、『阿含経』関連経典以外の『本生経』『仏所行讃』『法句経』といった釈迦に関連する仏典をまとめた領域のこと。
パーリ語経典の小部（クッダカ・ニカーヤ）に概ね対応する。
第2番目の部であり、収録されている経典ナンバーは152から219まで。巻数では3 - 4巻に相当する。

## 構成

### 巻別
- 本縁部（上）第3巻 - No.152-191
- 本縁部（下）第4巻 - No.192-219

### 詳細
本縁部（上）第3巻 - No.152-191
- 152.『六度集経』
- 153.『菩薩本縁経』
- 154.『生経』
- 155.『菩薩本行経』
- 156.『大方便仏報恩経』
- 157.『悲華経』
- 158.『大乗悲分陀利経』
- 159.『大乗本生心地観経』
- 160.『菩薩本生鬘論』
- 161.『長寿王経』
- 162.『金色王経』
- 163.『妙色王因縁経』
- 164.『師子素駄娑王断肉経』
- 165.『頂生王因縁経』
- 166.『月光菩薩経』
- 167.『太子慕魄経』
- 168.『太子墓魄経』
- 169.『月明菩薩経』
- 170.『徳光太子経』
- 171.『太子須大拏経』
- 172.『菩薩投身飴餓虎起塔因縁経』
- 173.『福力太子因縁経』
- 174.『菩薩睒子経』
- 175.『睒子経』
- 176.『師子月仏本生経』
- 177.『大意経』
- 178.『前世三転経』
- 179.『銀色女経』
- 180.『過去世仏分衛経』
- 181.『九色鹿経』
- 182.『鹿母経』
- 183.『一切智光明仙人慈心因縁不食肉経』
- 184.『修行本起経』
- 185.『太子瑞応本起経』
- 186.『普曜経』
- 187.『方広大荘厳経』
- 188.『異出菩薩本起経』
- 189.『過去現在因果経』
- 190.『仏本行集経』
- 191.『衆許摩訶帝経』

本縁部（下）第4巻 - No.192-219
- 192.『仏所行讃』
- 193.『仏本行経』
- 194.『僧伽羅刹所集経』
- 195.『十二遊経』
- 196.『中本起経』
- 197.『興起行経』
- 198.『義足経』
- 199.『仏五百弟子自説本起経』
- 200.『撰集百縁経』
- 201.『大荘厳論経』
- 202.『賢愚経』
- 203.『雑宝蔵経』
- 204.『雑譬喩経』
- 205.『雑譬喩経』
- 206.『旧雑譬喩経』
- 207.『雑譬喩経』
- 208.『衆経撰雑譬喩』
- 209.『百喩経』
- 210.『法句経』
- 211.『法句譬喩経』
- 212.『出曜経』
- 213.『法集要頌経』
- 214.『猘狗経』
- 215.『群牛譬経』
- 216.『大魚事経』
- 217.『譬喩経』
- 218.『灌頂王喩経』
- 219.『医喩経』